# Angeln (Halbinsel)

Lage von Angeln nördlich der Halbinsel Schwansen und südlich der Halbinsel Sundewitt

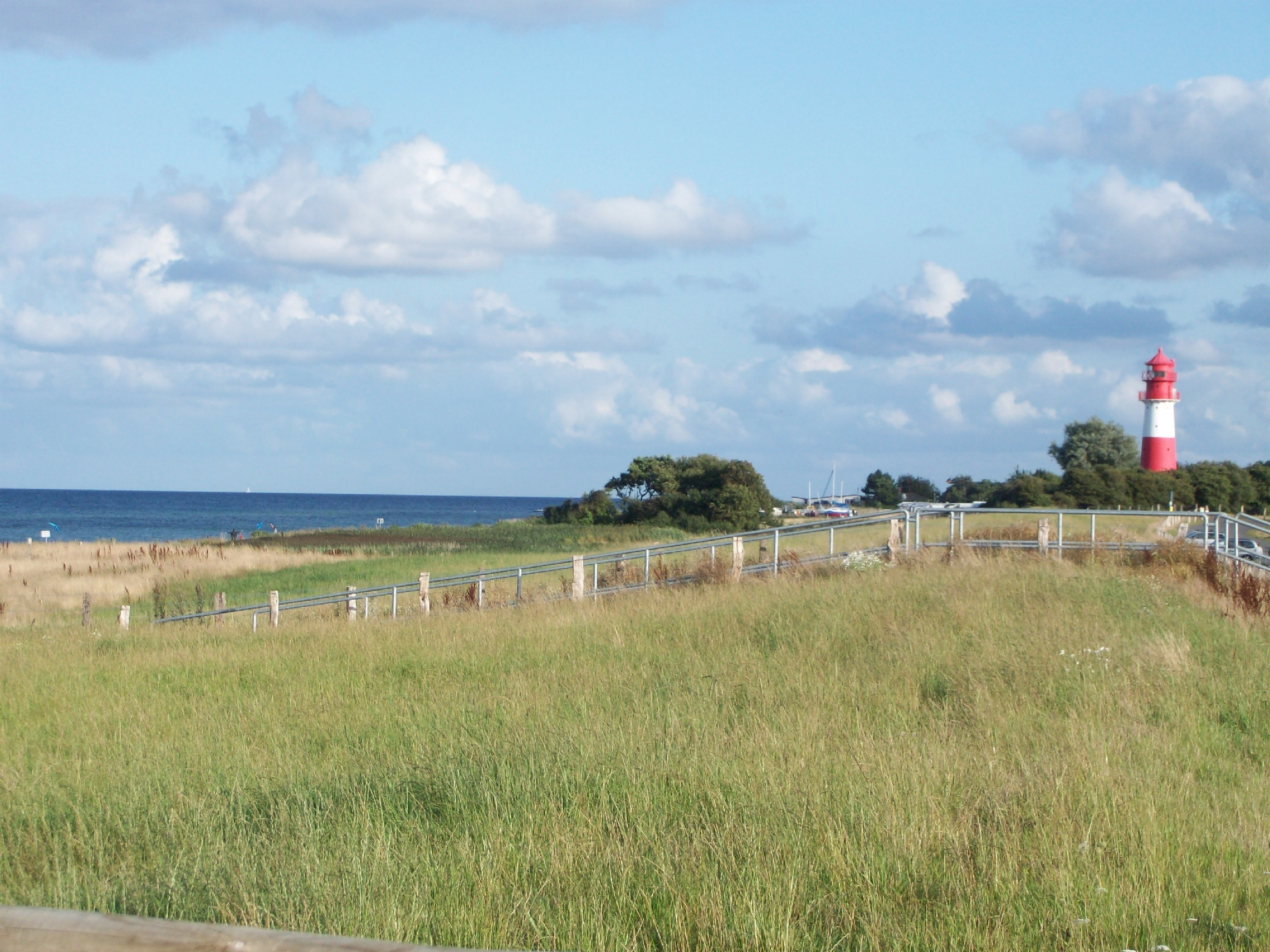
Der Leuchtturm Falshöft an der Angelner Ostseeküste

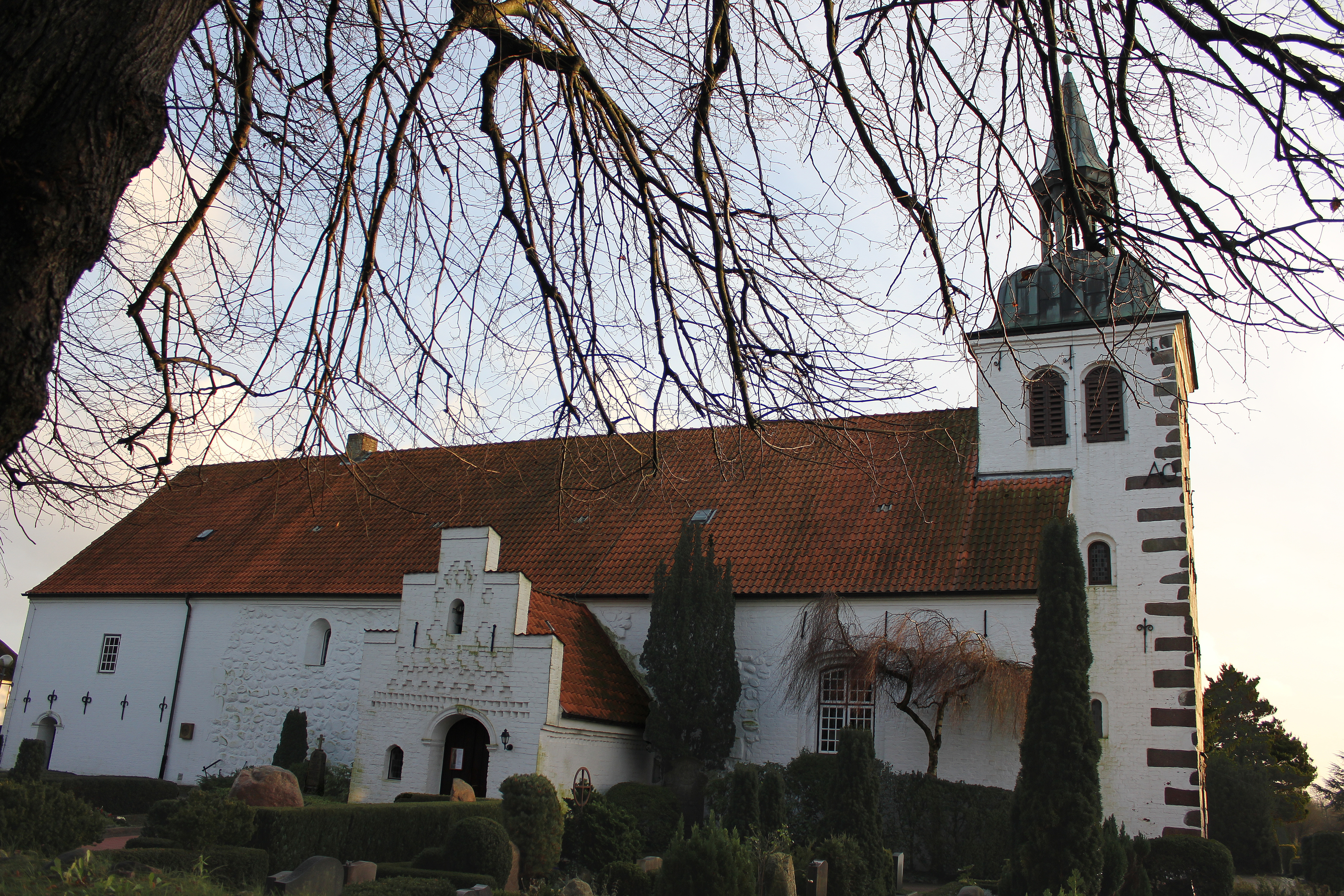
Die St. Johanniskirche Flensburg-Adelby, die älteste Kirche Flensburgs, Teil der Husbyharde wurde vermutlich in der Zeit um 1080 erbaut

Angeln (dänisch Angel, lateinisch Anglia) ist eine deutsche Halbinsel in der Ostsee auf der Kimbrischen Halbinsel. Sie ist von der Flensburger Förde und der Schlei umgeben und liegt nördlich der Halbinsel Schwansen und südlich der Halbinsel Sundewitt (dänisch: Sundeved) im Gebiet des Kreises Schleswig-Flensburg im Nordosten des Landes Schleswig-Holstein.
Angeln stellte zu keiner Zeit eine politische Einheit dar. Dennoch nennen sich die Menschen dort Angelner oder Angeliter (angelboer) und pflegen eine damit verbundene Identität. Das Volk der Angeln wurde um 98 n. Chr. von Tacitus in seiner Ethnographie Germania als Anglii erstmals erwähnt. Ab dem 5. Jahrhundert wanderten zahlreiche Angeln nach Britannien aus, wo sie zunächst wohl als foederati dienten und schließlich die Herrschaft an sich rissen (siehe Angelsachsen). Sie nahmen dabei den Namen ihrer Heimatregion mit, so dass sowohl England als auch die englische Sprache ihre Namen letztlich auf die Halbinsel Angeln zurückführen. Auch der Name der englischen Region East Anglia geht auf die Angeln zurück.

## Name
Der Landschaftsname Angeln (germanisch vermutlich Angulaz, altenglisch: Ongel, dänisch: Angel) wird bereits im 8. Jahrhundert im Widsith verwendet und bezeichnete entweder etwas Hakenförmiges (vgl. Angel) oder war eher die ursprüngliche Benennung der Schlei (zu germ. angwa ‚eng‘). In den ältesten Formen ist vermutlich nicht allein die heutige (enger gefasste) Landschaft, sondern generell das Siedlungsgebiet der Angeln gemeint gewesen.

## Lage
Die Halbinsel Angeln ist ein Teil des Schleswig-Holsteinischen Hügellandes und geht im Westen in die Schleswigsche Geest über. Die Grenze zur Geest folgt dem historischen Ochsenweg (dänisch: Hærvejen, Sakservejen oder Adelvejen; niederdeutsch: Ossenpadd), heute weitgehend identisch mit der Bundesautobahn 7. Der westliche Grenzbereich Angelns wird auch Luusangeln genannt. Grob veranschaulicht wird die Lage Angelns häufig auch über das Städtedreieck Flensburg – Kappeln – Schleswig.

## Geschichte

### Siedlungsgebiet der Angeln

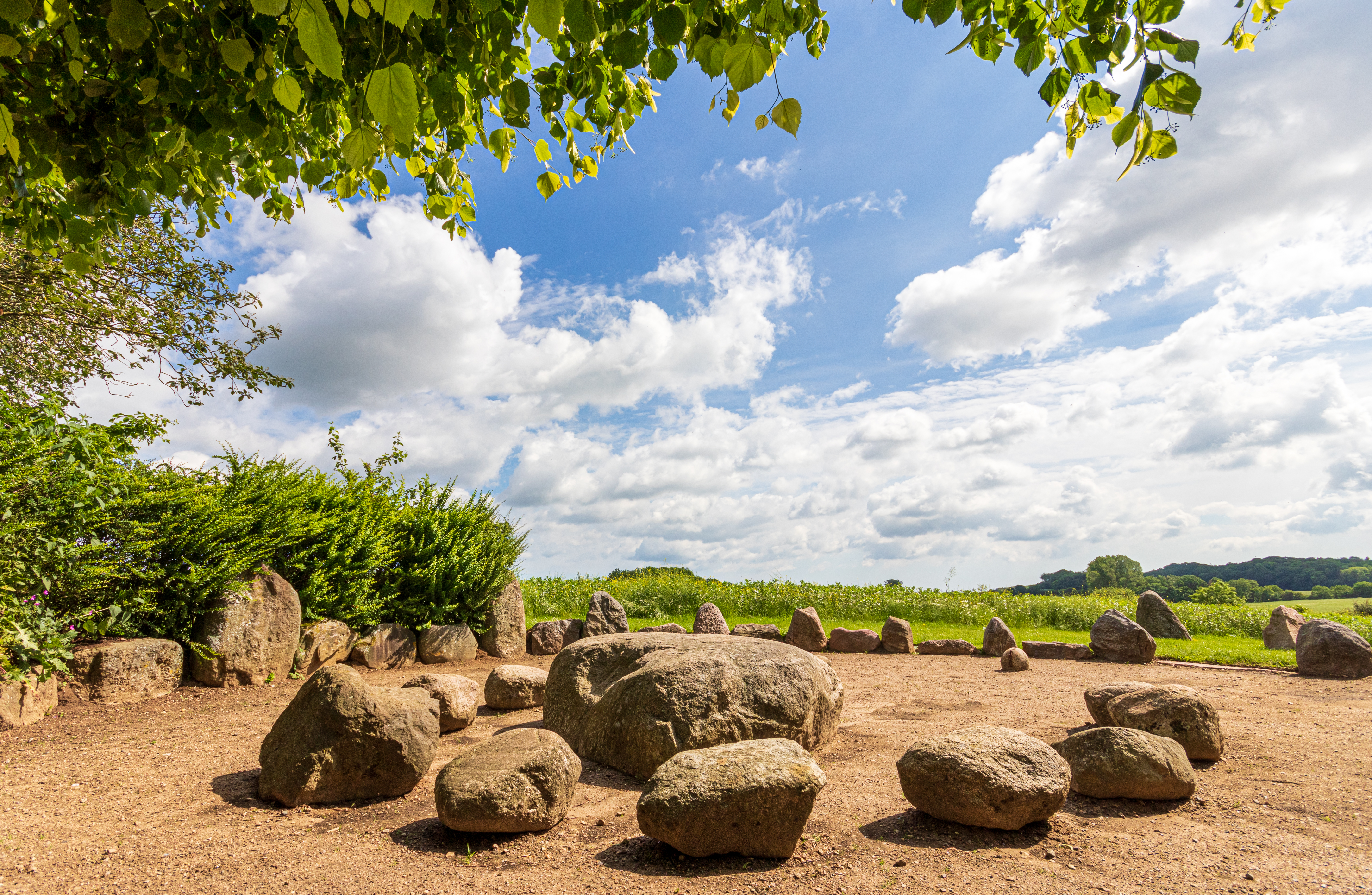
Thingplatz in Gulde

Der Name der Landschaft geht auf den germanischen Volksstamm der Angeln zurück, der in der Landschaft Angeln und den angrenzenden Räumen ansässig war (das damalige Angeln dürfte deutlich größer gewesen sein und reichte im Süden vermutlich bis zur Eider). Kultisches Zentrum scheint das Thorsberger Moor gewesen zu sein – darauf deutet nicht nur der Name hin, der vielleicht erst in dänischer Zeit entstand, sondern vor allem auch zahlreiche archäologische Funde, von denen ein großer Teil aus dem Römischen Reich stammt. Ab etwa 400 n. Chr. wanderte ein Großteil der Angeln u. a. nach Britannien aus und siedelte dort unter anderem in East Anglia. König Offa ist eine der bekannten Sagengestalten des Volkes der Angeln. Die wohl bekannteste niedergeschriebene Fassung dieser Sagen stammt von Karl Müllenhoff, der sie 1845 mit anderen Sagen aus Angeln und ganz Schleswig-Holstein veröffentlichte. Unter den aus Angeln gesammelten Sagen finden auch der sagenhafte König Sceaf und der berühmte Held Beowulf Erwähnung.
Reste von germanischen Flurbegrenzungen aus der Römischen Kaiserzeit sind an über 50 Stellen (z. B. Ausselbeck, Gemeinde Klappholz) in den kleinflächigen Gutswäldern bekannt. Sie bestehen aus Erdwällen von 0,2–0,6 m Höhe und 4–12 m Breite, in Hanglagen auch aus Terrassenkanten (Hochrainen) und entsprechen den in Jütland gefundenen Oldtidsagre.

#### Gräber
Gräberfelder sind in Sörup (1375 Bestattete), Husby (1360) und Süderbrarup (1234) bekannt. Diese rund 4000 Männergräber sind durch eine geringe Zahl recht bescheidener Beigaben gekennzeichnet. Die Zahl der Frauengräberfelder ist viel geringer. In ihnen wurden jedoch mehr und zudem deutlich wertvollere Beigaben gefunden. Das Besondere am Süderbraruper Gräberfeld ist seine sehr lange Belegungszeit: Um 100 n. Chr. wurden die drei Gräberfelder angelegt; während ab ca. 320 n. Chr. die Belegung der beiden anderen Friedhöfe deutlich abnahm, stieg diese in Süderbrarup an und setzte sich bis ins 6. Jahrhundert fort. Die Siedlungsdichte verringerte sich in Angeln im 5. und 6. Jahrhundert offenbar stark; viele Dörfer verfielen, und ein starker Rückgang der Getreidepollen lässt auf eine Verödung vieler ehemaliger Äcker schließen. Verlassen wurden dabei zunächst Standorte mit schweren, lehmigen Böden. Da an einigen Standorten der Geest zeitgleich mehr Pollen gefunden werden, wird vermutet, dass sich das Klima verändert hatte: Erhöhte Regenmengen könnten dieses Ausweichen auf die sandigen Geestflächen erklären. 
Als weiterer Grund für das Verlassen küstennaher Siedlungen werden Angriffe von der See her vermutet. Dieses zunächst regionale Ausweichen würde auch ein weiteres Phänomen erklären: Es gilt heute als wahrscheinlich, dass zwischen dem Einbruch der Bevölkerungsdichte in der heutigen Landschaft Angeln und dem Eintreffen vieler Angeln in Ost- und Mittelengland und der Sachsen in Südengland (= Angelsachsen) bis zu 100 Jahre vergingen. Zunächst wären die Angeln demnach auf die Geest ausgewichen, bevor sie ihre Heimat ganz verließen.

### Besiedlung durch Dänen

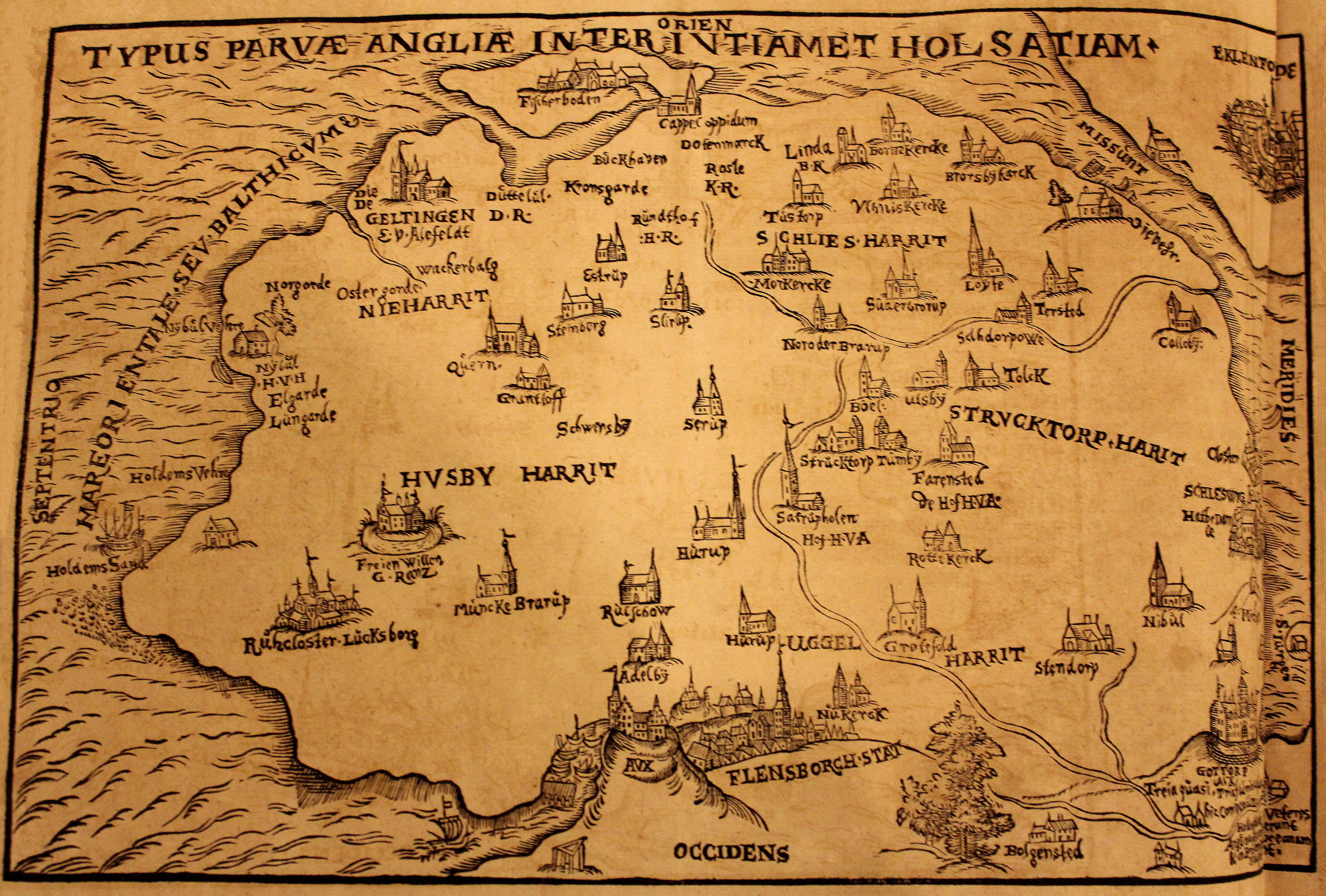
Karte von Angeln aus dem Jahr 1596. Die Karte ist geostet und zeigt auf diese Weise Angeln als gut erkennbare Halbinsel.

Es wird vermutet, dass die Halbinsel um 550 dann nur noch sehr dünn besiedelt war oder die Bevölkerungsanzahl zumindest stark zurückgegangen war. Dass der Name Angeln für das Gebiet erhalten blieb, könnte darauf hinweisen, dass ein kleiner Teil der Vorbevölkerung im Land geblieben war. Nach 600 siedelten sich jedenfalls Jüten und Dänen auf der Halbinsel an, was heute noch an vielen Ortsnamen in Angeln und im übrigen Schleswig erkennbar ist; so enden viele Ortsnamen auf -by und -rup, was übersetzt „Dorf“ bzw. „Siedlung“ heißt. Südlich der Eider kommen solche nordischen Ortsnamen nur sporadisch vor. 
Noch heute bekennen sich zahlreiche Angeliter zur dänischen Minderheit. Allerdings begann sich in Angeln, wie im restlichen südlichen Schleswig, in der Neuzeit zunehmend die (nieder-)deutsche Sprache auszubreiten; im Verlauf des 19. Jahrhunderts wurde auch das Angeldänische vom Deutschen gänzlich abgelöst.

### Mittelalter und Neuzeit
Nach dänischem Vorbild war Angeln in Harden gegliedert. Im Erdbuch von Waldemar II. von 1231 sind fünf Angeliter Harden aufgeführt, die dem Istathesyssel untergeordnet waren:
1. Husbyharde mit dem Haupt- und Thingort Husby
2. Nieharde mit dem Thingort Sterup
3. Schliesharde mit dem Thingort Boren
4. Struxdorfharde mit dem Thingort Struxdorf
5. Uggelharde, die nur teilweise zu Angeln gehört, mit dem Thingort Oeversee

In späteren Jahrhunderten kamen weitere Harden dazu: Die Munkbrarupharde wurde nach der Reformation aus dem Gebiet des aufgelösten Rüde-Klosters gebildet. Die Satrupharde, die Füsingharde und  Mohrkirchharde und die Kappelner Harde entstanden im 18. und 19. Jahrhundert aus aufgelösten Güterbezirken.
Im 11. Jahrhundert begann ausgehend vom Bistum Schleswig die Christianisierung in Angeln. Innerhalb kurzer Zeit wurde eine große Anzahl romanischer Kirchen errichtet (vgl. Liste der romanischen Kirchen in Angeln), die bis heute das Landschaftsbild prägen. Die ersten Kirchen standen meist in den Hauptorten des Harden, oft in der Nähe eines Thingplatzes oder eines vorchristlichen Kultortes. 1191 gründete Bischof Waldemar das Kloster Guldholm, das allerdings nur kurzen Bestand hatte und 1209 als Zisterzienserkloster Rüde im heutigen Glücksburg neu entstand. 1391 wurde das Kloster Mohrkirchen gegründet. Beide Klöster wurden durch die Reformation aufgelöst.
Im Gegensatz zu dem südlich der Schlei gelegenen Schwansen ist Angeln bis heute durch kleinere, selbstständige Bauernhöfe gekennzeichnet. Anders als in Schwansen waren hier viele Bauern von Gutsherrschaft und Leibeigenschaft ausgenommen. Eine Ausnahme bildet vor allem der Osten Angelns. Die Leibeigenschaft wurde hier 1805 aufgehoben. Als Hofform bildeten sich das jütische Geesthardenhaus und nach der Verkoppelung im 19. Jahrhundert im Osten Angelns der Dreiseithof heraus.

### NS-Zeit
In Angeln erhielt die NSDAP zunächst keine breite Zustimmung. Die Bauern Angelns, mit ihrer Mischwirtschaft aus Milchwirtschaft, Viehzucht und Getreideanbau, waren im Gegensatz zu anderen Bauern in Schleswig-Holstein, die sich beispielsweise auf reine Schweinehaltung und Kohlanbau spezialisiert hatten, weniger von der Weltwirtschaftskrise ab 1929 betroffen. Im östlichen Hügelland Schleswig-Holsteins, in dem Angeln liegt, herrschte damals noch eine Gutshoftradition. Die national-konservativ gesinnten Großgrundbesitzer gaben dort häufig noch in der Politik den Ton an. Die Ortsverbände der NSDAP in Südtondern und Flensburg-Land waren weniger strukturiert und personell schwächer aufgestellt als andere Ortsverbände. Nach den Erfolgen im Südteil der Provinz Schleswig-Holstein rückte auch der Nordteil der Provinz seit 1930 in den Fokus der NSDAP. 1933 forderten der grenzpolitische Sprecher der NSDAP Schleswig-Holstein, Pastor Johann Peperkorn sowie Wilhelm Sievers, der Vorsitzende des „Schleswig-Holsteinischen Bundes“ und Oberbürgermeister von Flensburg, dass Nordschleswig Teil des Reiches werden sollte. Danach bildeten sich radikal deutsch-nationale Gruppierungen in der Grenzregion. In Folge der Propaganda zur Grenzfrage erlangte die NSDAP auch in Angeln eine breite Zustimmung. Bei der Märzwahl 1933 in den Landkreisen Südtondern und Flensburg-Land erhielt die NSDAP die höchsten Ergebnisse in Schleswig-Holstein. Während der NS-Zeit kam es auch vielerorts in Angeln zu Verfolgungen. Das Reichserbhofgesetz wurde in Angeln wie andernorts durchgesetzt. Der 1928 gegründete Heimatverein Angelns war vom Nationalsozialismus ebenfalls betroffen. 1934 wurde dessen Vorstand abgesetzt und durch Parteimitglieder ersetzt. Der abgesetzte Vorstand konnte seine Arbeit erst nach dem Krieg wieder aufnehmen. Das eher dünn besiedelte Angeln wurde durch alliierte Luftangriffe nur im geringen Maße beschädigt. Durch Glück und Zufall blieben auch die Luftangriffe auf Flensburg erfolglos.  Zum Kriegsende flüchteten zahlreiche NS-Größen über die Rattenlinie Nord nach Flensburg-Mürwik in den dortigen Sonderbereich Mürwik sowie die angrenzenden Gebiete Angelns. Himmler hielt sich beispielsweise zeitweise in Ellgaard, Hüholz und Kollerup auf. Die letzte Reichsregierung unter Karl Dönitz wurde schließlich in Flensburgs Vorort Mürwik verhaftet. Die US-amerikanische Times meldete daraufhin: „Das Deutsche Reich starb an einem sonnigen Morgen des 23. Mai [1945] in der Nähe des Ostseehafens Flensburg“, womit auf das in Angeln liegende Mürwik verwiesen wurde.

## Sprachen
Heute sind die wichtigsten Sprachen in Angeln Hochdeutsch, Niederdeutsch (Schleswigsch) und Dänisch. Letzteres ist überwiegend in der Variante des Sydslesvigdansk zu hören. Der alte angeldänische Dialekt des Südjütischen ist im 19. Jahrhundert ausgestorben, hat sich jedoch in zahlreichen Ortsnamen erhalten.
Das Angler Niederdeutsch – das Angeliter Platt oder Angelner Platt – stand noch lange unter dem Einfluss des Dänischen und besitzt heute noch einige Eigenarten gegenüber anderen Varianten des Niederdeutschen. Beispielhaft wird oft der folgende Satz genannt: De chute Chegend, wo de chrossen cheelen Cheorchinen chanz chräsig chut chedeien („Die gute Gegend, wo die großen gelben Georginen besonders gut gedeihen“). Bei diesem Satz handelt es sich allerdings um kein Niederdeutsch, sondern um Hochdeutsch – wenn auch mit einem regionalen niederdeutschen Einfluss.
Die „Petuhtanten“ sind im Flensburger Raum notorisch.

## Landschaft

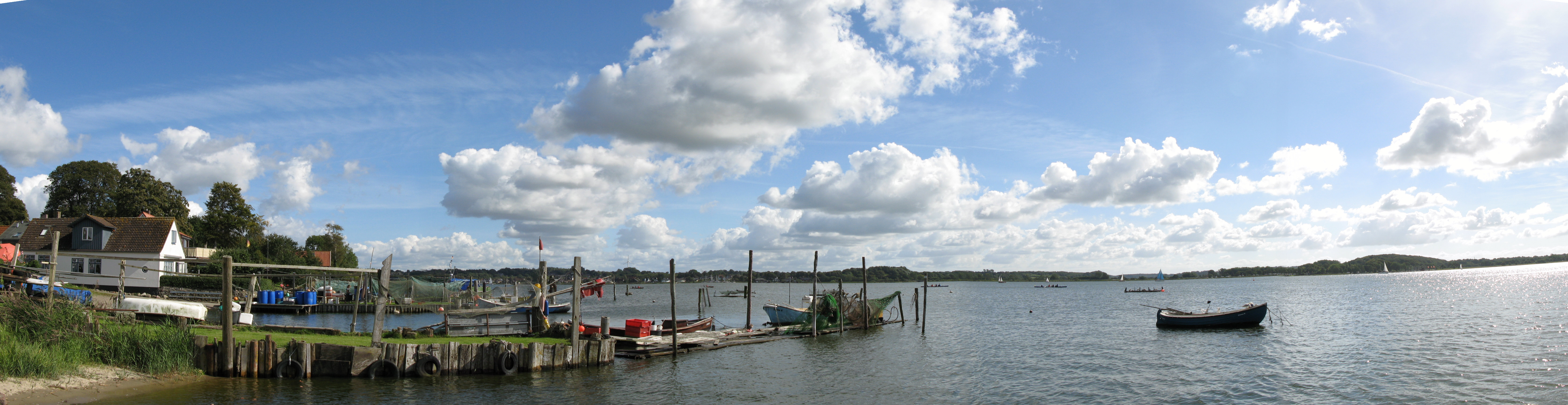
Schlei

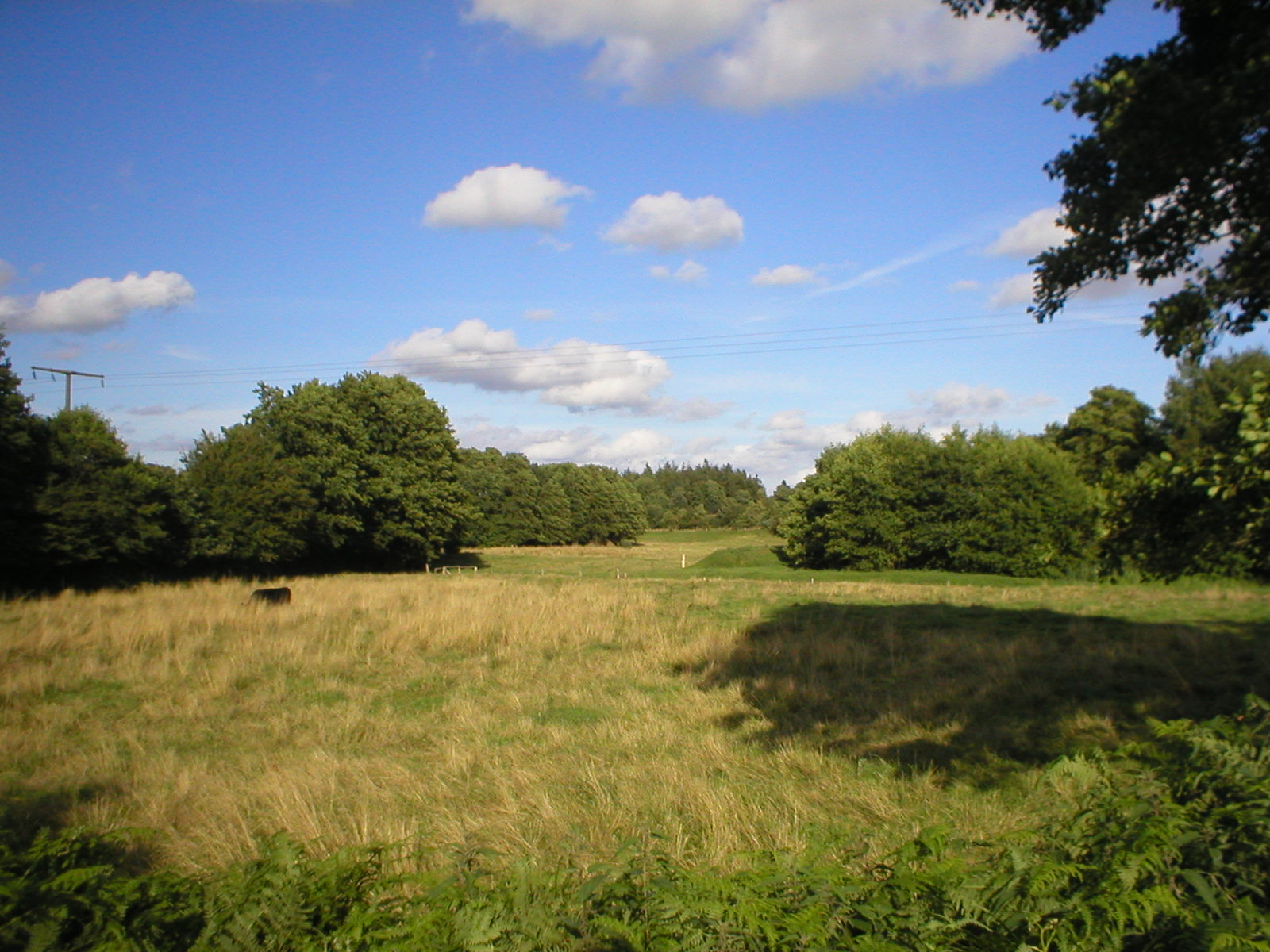
Luusangeln wirkt wie ein natürlicher Landschaftspark

Das Land wurde von den Grund- und Endmoränen der letzten Eiszeit gebildet, im Wesentlichen durch große Gletscherzungen, die auch die Förden ausschürften. Hier befinden sich auch die meisten abflusslosen Senken zwischen den Kuppen, die im Laufe der Zeit vermoorten, und einige von Bächen durchflossene Seen. Die Hügelkette zwischen Husby und Kappeln stellt die Wasserscheide zwischen Nord- und Ostsee dar, östlich fließen kleine Auen in die nahe Ostsee oder eine ihrer Förden, während westlich z. B. die Treene 60 km bis Friedrichstadt und dann über die Eider in die Nordsee fließt.
Das Landschaftsbild ist, obwohl stark ackergeprägt, durch das sanfte Relief, die Gewässer und in weiten Bereichen ein gut ausgeprägtes Knicknetz, aufgelockert und harmonisch. Der Waldanteil ist mit 5 % verhältnismäßig gering. Das Angelner Hügelland mit seinen kurvenreichen Straßen wird häufig durch kleinere Buchenwälder unterbrochen, so dass es wie ein natürlicher Landschaftspark wirkt.
Bedingt durch fruchtbare Geschiebelehme wird das Land überwiegend für Ackerbau genutzt. Die Moorböden der Niederungen und Senken sind zwar weitgehend melioriert und ebenfalls unter Ackernutzung genommen worden, doch beträgt der Anteil an Grünländern noch ca. 20 %.
Die Höhen im Östlichen Hügelland erreichen in Angeln 60–70 m ü. NHN. Die höchste Erhebung Angelns ist nicht – wie oft angenommen – der Scheersberg (71 m), auf dessen Kuppe sich wohl eine alte germanische Thingstätte befand und heute der Bismarckturm, der als Aussichtsturm dient, sondern der Höckeberg in Freienwill mit 82 m.

## Ämter und Städte

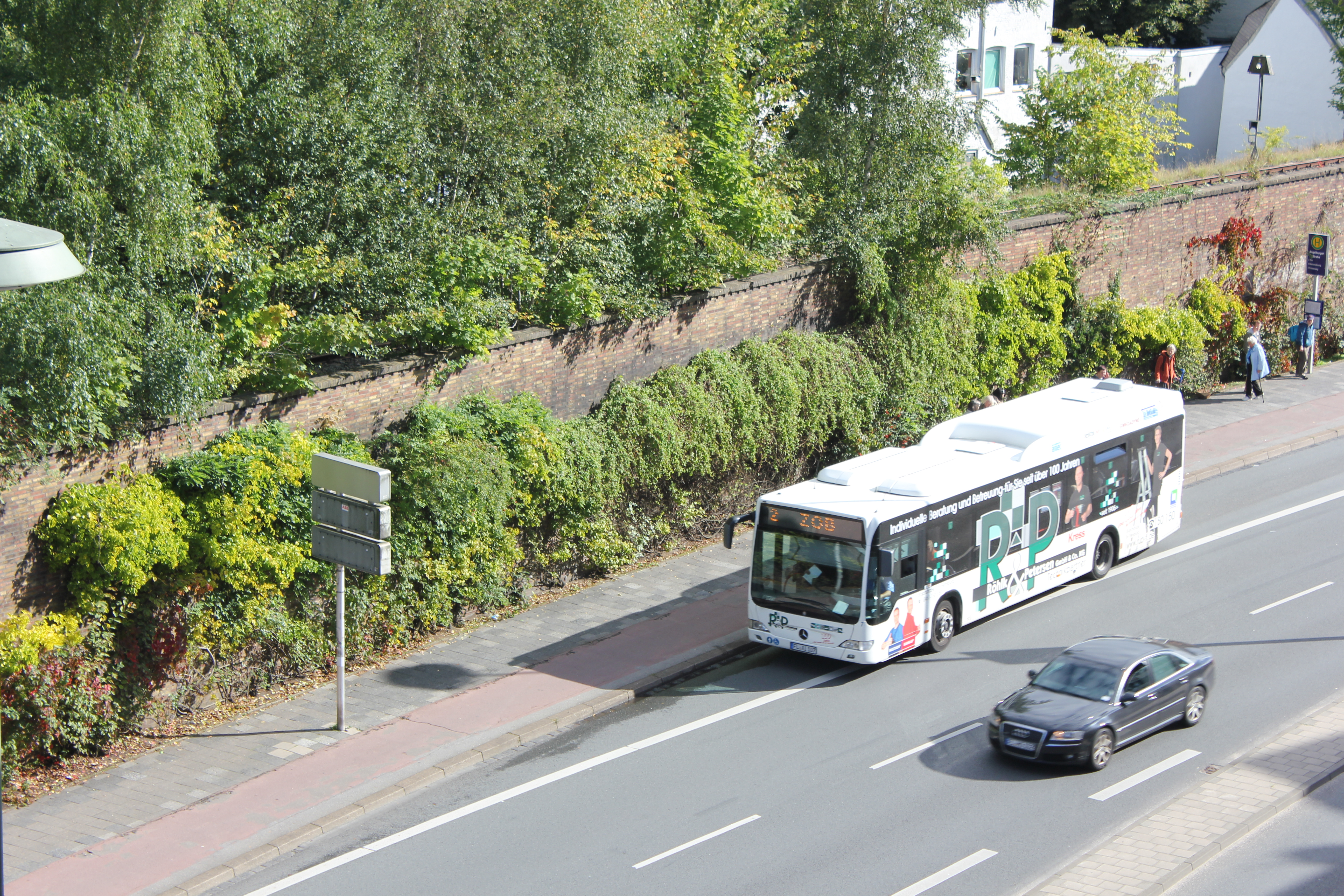
Der Flensburger Bahndamm markiert heute die Grenze Angelns innerhalb der Stadt

Folgende Ämter liegen im Gebiet Angelns: Amt Geltinger Bucht (12.997), Amt Hürup (8617), Amt Kappeln-Land (1398), Amt Langballig (8475), Amt Mittelangeln (9904), Amt Südangeln (13.449) und Amt Süderbrarup (11.580) (Für die jeweils amtsangehörigen Gemeinden und Städte siehe Kreis Schleswig-Flensburg#Gemeinden).
Außerdem befinden sich folgenden Städte im Gebiet Angelns: Flensburg (96.326), Schleswig (25.352), Kappeln (8812), Glücksburg (6306) und Arnis (251). Hinsichtlich der drei größten Städte ist anzumerken, dass nur Teile zu Angeln gezählt werden:
- Von Flensburg gehören die Stadtteile östlich der Flensburger Förde der Region Angeln an, denn um 1100 entstand durch Aussiedlungen aus dem Dorf Adelby die Siedlung Sankt Johannis am Ende der Flensburger Förde. Diese neue Siedlung wuchs und die alte Siedlung wurde kleiner. Auf diese Weise war ein jüngerer Teil der Husbyharde entstanden, welcher später mit noch weiteren entstandenen Siedlungen am Westufer der Förde, nämlich Sankt Nikolai, Sankt Marien und Sankt Gertrud, zusammenwuchs, wodurch Flensburg entstand. Im Laufe der Zeit wuchs die Stadt auch immer weiter am Ostufer lang und so wurden schrittweise Orte, wie beispielsweise Mürwik, die zuvor zum Kirchspiel Adelby gehört hatten eingemeindet. So wurde das Kirchspiel Adelby immer kleiner, bis das mittlerweile stark geschrumpfte Altdorf Adelby, im Kern nur noch bestehend aus der St. Johanniskirche Adelby, dem Friedhof und ein paar Feldern, schließlich im Jahr 1974 ebenfalls eingemeindet wurde. Flensburg liegt somit an der Peripherie Angelns.[16]

- Von Schleswig gehören die Teile zu Angeln, die nicht auf der Halbinsel Schwansen liegen: St. Jürgen und Klosterhof.[16]

- Von Kappeln gehören die auf Schwansen liegenden Teile der Stadt, also Ellenberg, Kopperby und Olpenitz, nicht zu Angeln.[16]

Glücksburg, welches im Nahbereich von Flensburg liegt, sowie Arnis, die kleinste Stadt Deutschlands, liegen vollständig in Angeln.

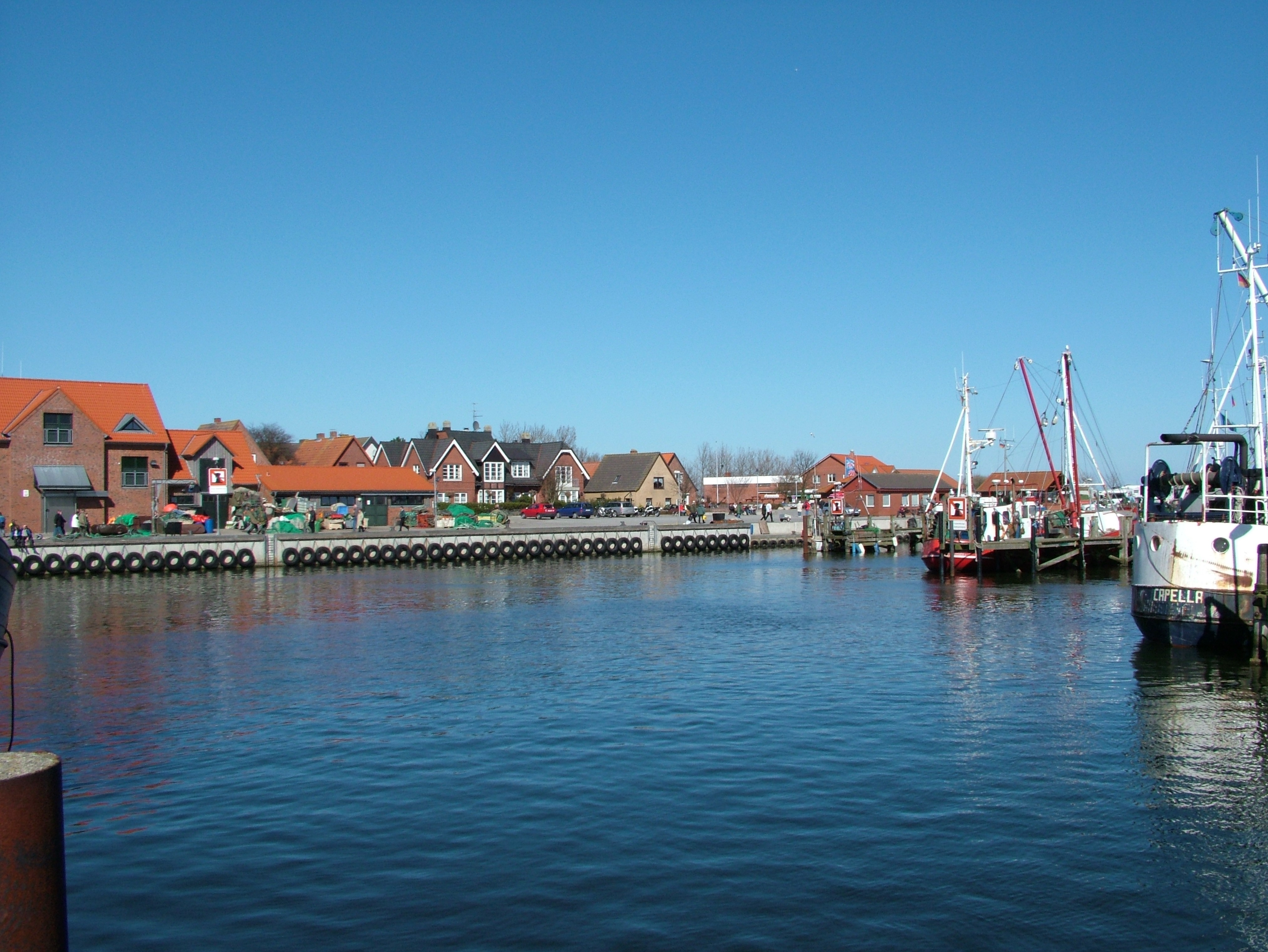
Maasholm
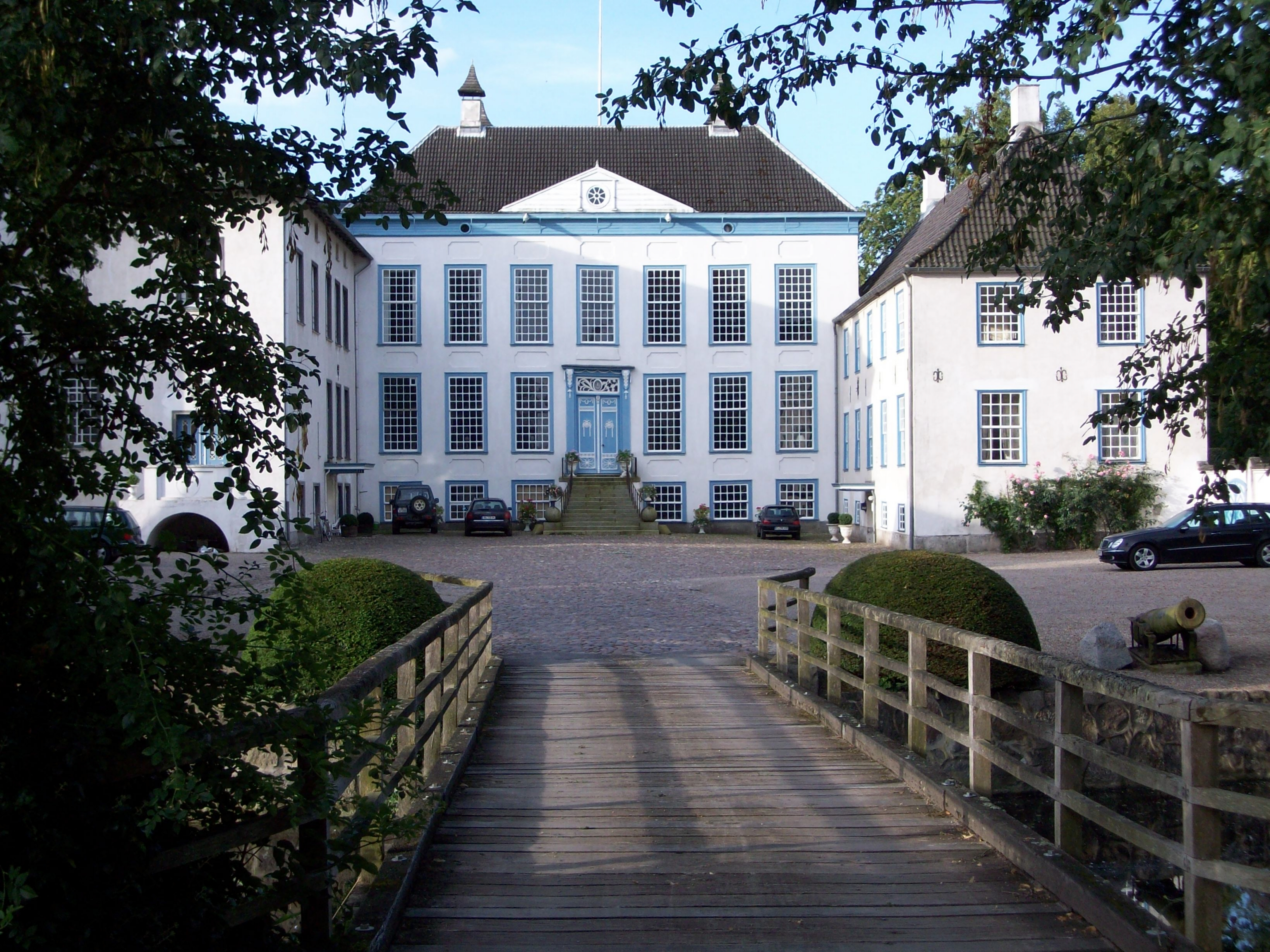
Gut Gelting
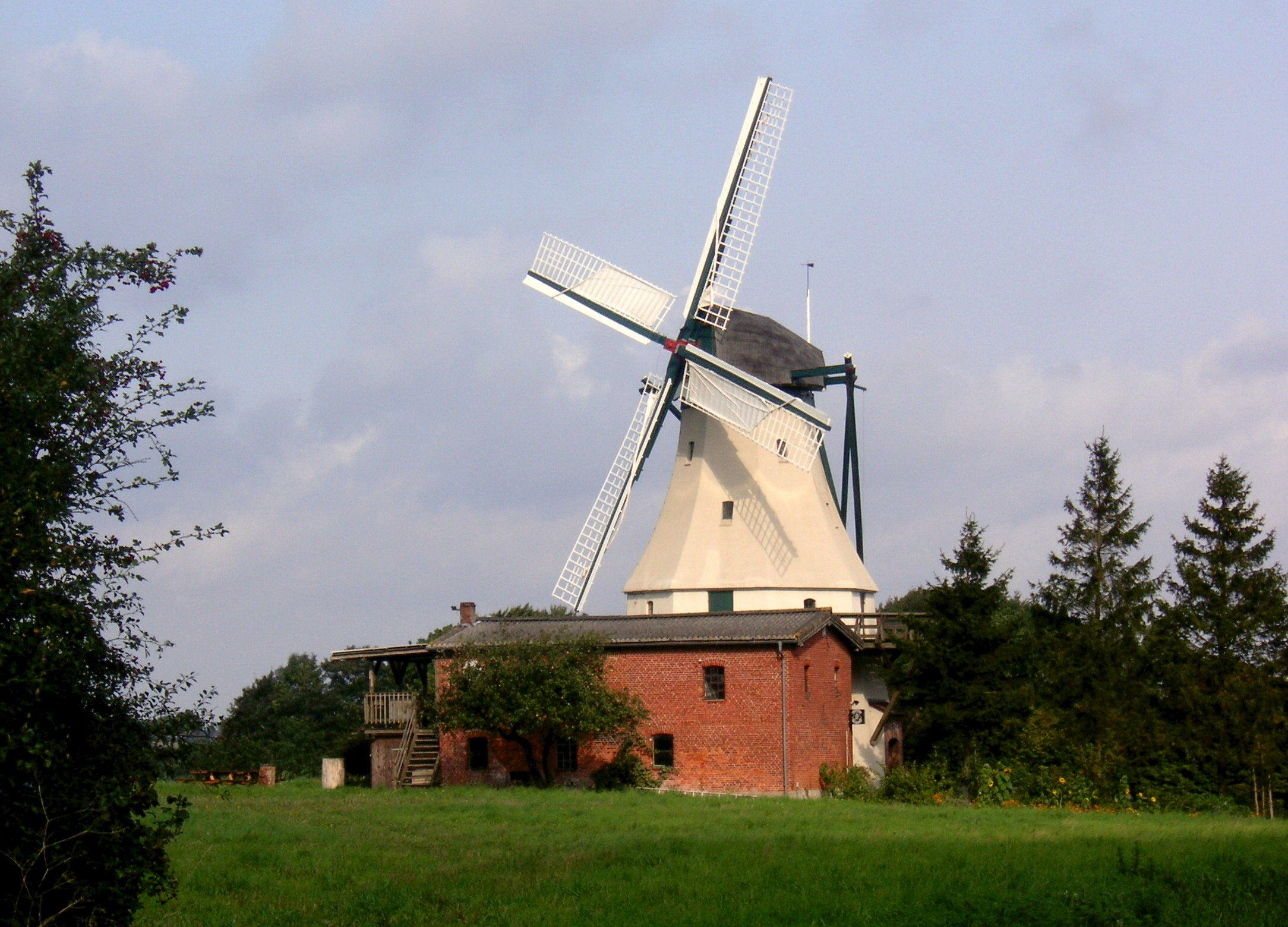
Holländermühle Fortuna in Unewatt
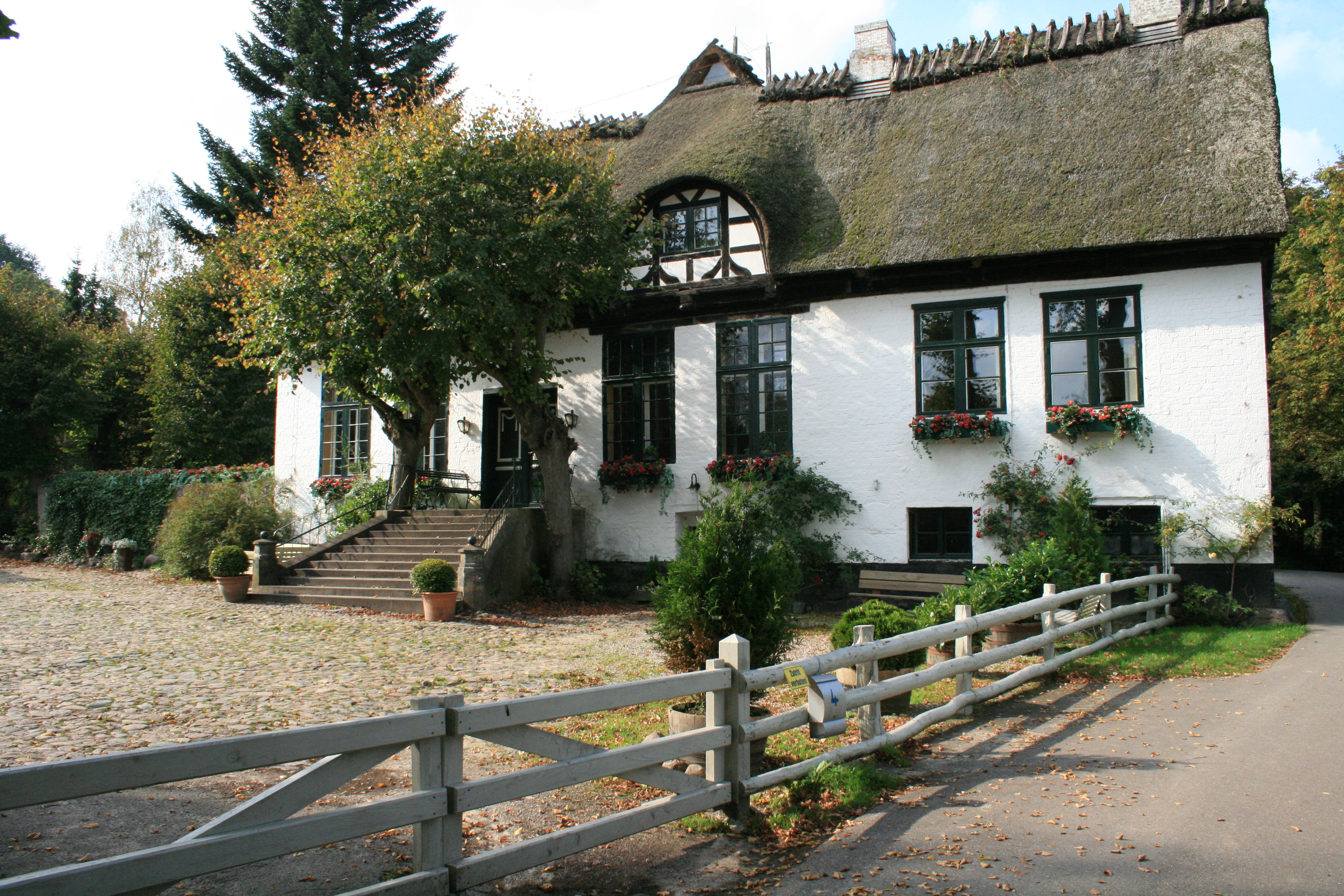
„Der Landarzt“ in Boren

## Wirtschaft

### Fleischwirtschaft

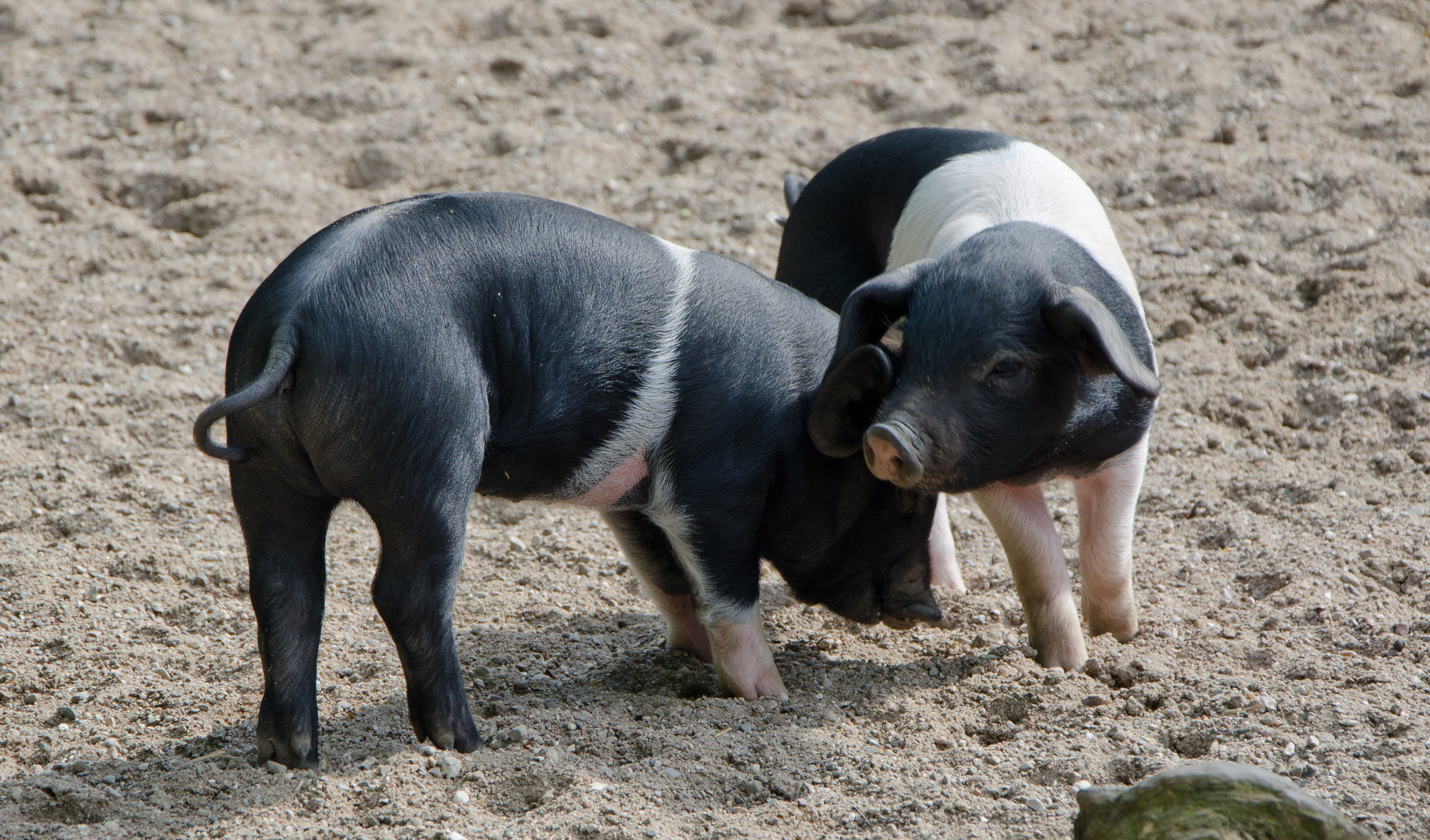
Zwei junge Angler Sattelschweine

Angeln ist bekannt für seine Viehzucht und seine besonderen Nutztierrassen. So stammen das Angler Rind und das Angler Sattelschwein aus Angeln. Die Handelswege der Angeliter Bauern zum Ochsenweg und zu den Märkten in Flensburg und Schleswig wurden Angelbowege genannt (Im Dänischen bedeutet angelbo ein Bewohner Angelns/Angeliter). Bekanntester Verarbeiter der Fleischindustrie ist die Böklunder-Plumrose-Gruppe mit Hauptsitz in Böklund und einem weiteren Werk in Satrup (Marke: Redlefsen).

### Tourismus

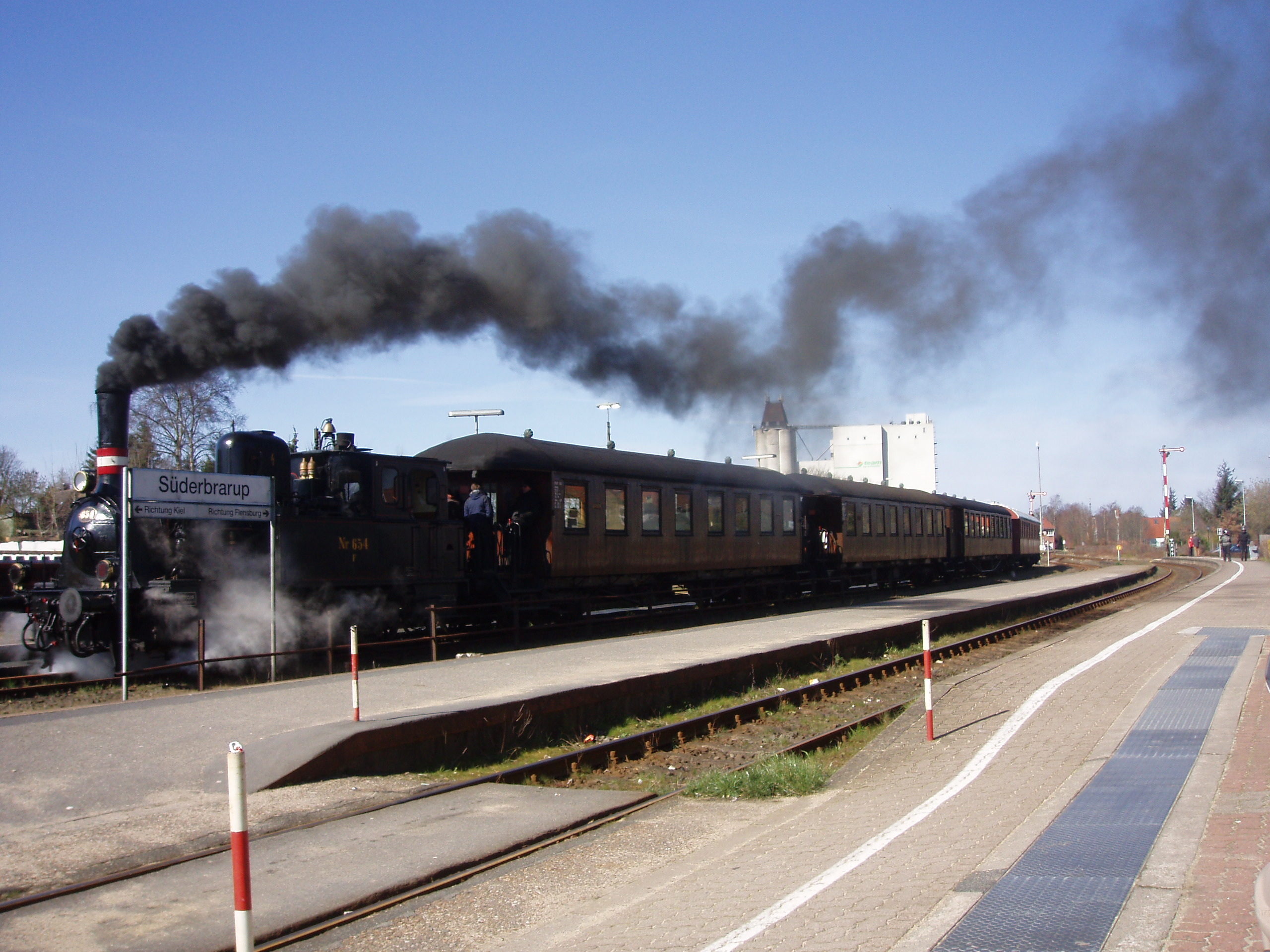
Museumszug der Angelner Dampfeisenbahn im Bahnhof Süderbrarup

Eine bedeutende Erwerbsquelle bilden der Bade- und Segeltourismus an den touristisch attraktiven Küsten der Ostsee und der Schlei. Größere touristische Attraktionen sind die Tolk-Schau, ein Familien-Freizeitpark in Tolk, und die Museumsfahrten der Angelner Dampfeisenbahn von Kappeln nach Süderbrarup. Von größerer Bedeutung ist auch der Brarup-Markt, Schleswig-Holsteins größter ländlicher Jahrmarkt, der am letzten Juli-Wochenende in Süderbrarup stattfindet. Der 1593 erstmals erwähnte Markt feierte 1993 sein 400-jähriges Jubiläum.
Das 1993 eröffnete Landschaftsmuseum Angeln zog in sein Konzept das Dorf Unewatt mit ein. Im Gegensatz zu bereits bestehenden Freilichtmuseen, in denen Bau-, Wohn- und Wirtschaftsformen aus größeren Regionen zusammengetragen und auf einem begrenzten Areal wieder aufgebaut wurden, galt es im Ort selbst an bereits bestehenden Gebäuden Spuren vergangenen bäuerlichen Lebens aufzuzeigen und zu bewahren – ausgehend vom translozierten Marxenhaus. So entstand ein dezentrales, über den Ort verteiltes Museum, das sich dem Besucher auf einem ausgewiesenen Rundweg durch das Dorf erschließt.

## Verkehr

### Bahn- und Busverkehr
Am Rande Angels bedient die Deutsche Bahn die Bahnhöfe Schleswig und Flensburg mit der ICE-Linie 76 von (Berlin-) Hamburg nach Aarhus in Dänemark. Auf der gleichen Strecke verkehrt auch die Regionalbahn zwischen Hamburg und Flensburg (RE 7) mit direktem Anschluss an das dänische IC-Netz, das seit Dezember 2010 bis nach Flensburg verlängert wurde. Quer durch Angeln führt die Regionalbahnstrecke Flensburg-Kiel (RE 72) mit den Bahnhöfen Husby, Sörup und Süderbrarup im Stundentakt. Von Schleswig, Kappeln und Flensburg aus bedient ein enges Busnetz der Verkehrsbetriebe des Kreises Schleswig/Flensburg (VKSF) die Angelner Gemeinden.

### Straßenverkehr

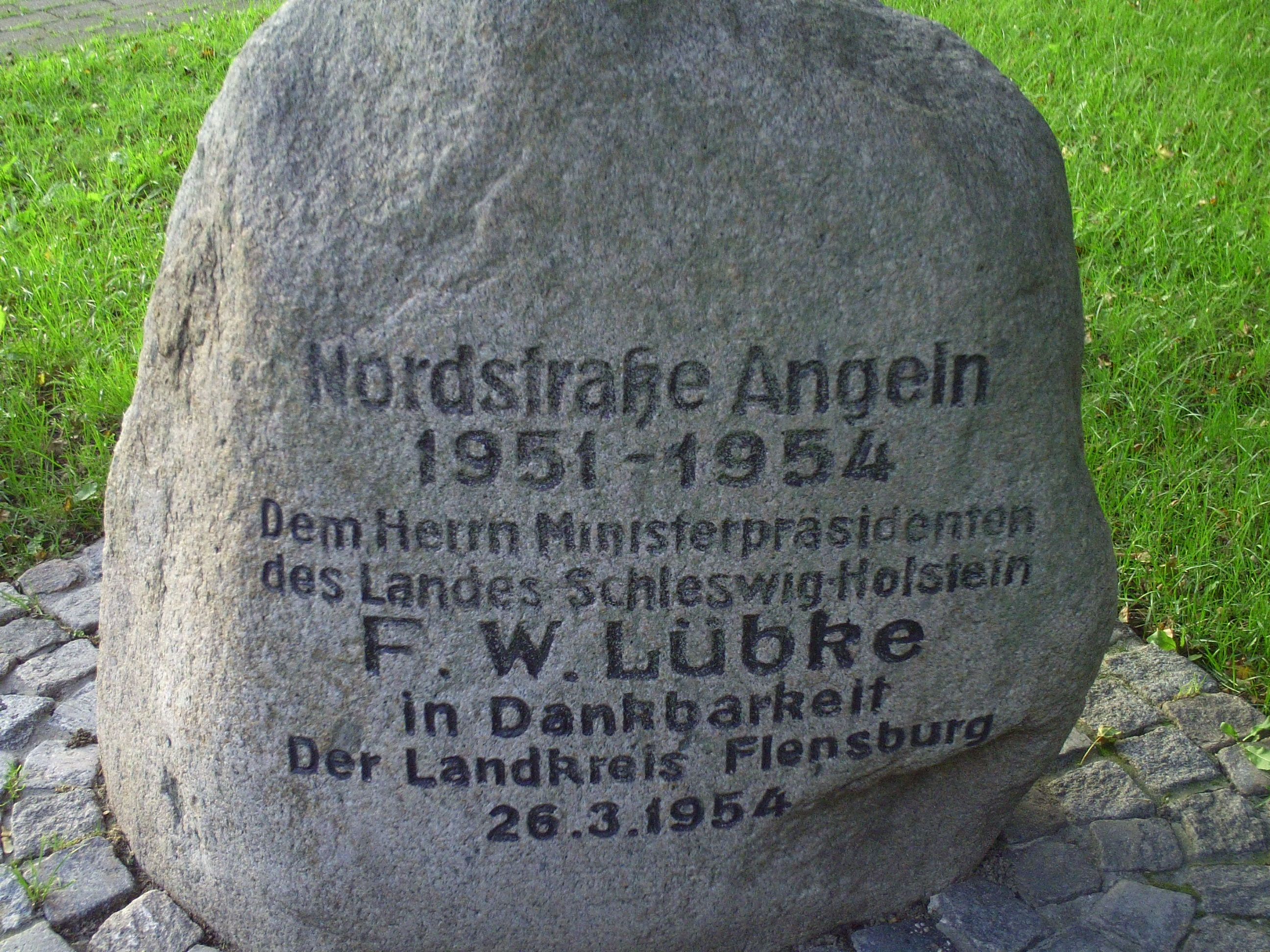
Gedenkstein zur Errichtung der B 199 als Nordstraße Angeln

An das internationale Straßennetz ist Angeln mit der Bundesautobahn 7/E 45 und den Anschlussstellen Schleswig-Schuby und Tarp angeschlossen. Quer durch Angeln erschließen die Bundesstraßen 201 und 199 die Landschaft.
Von der Autobahnausfahrt 5 der A 7, Schleswig/Schuby bildet die Bundesstraße 201 die Schleswiger Nordumgehung. Die erste Ortschaft, die wieder mit der Bundesstraße 201 durchfahren wird, ist Grumby. Zwischen Schleswig und Grumby liegt im Dorf Tolk der Freizeitpark Tolk-Schau. Danach fährt man noch durch Loit, Brebel, Süderbrarup, Dollrottfeld. In Kappeln endet die Bundesstraße 201.
Auf der Strecke Kappeln-Flensburg durchquert die als „Nordstraße Angeln“ gebaute Bundesstraße 199 die hügelige Landschaft Angelns und bietet streckenweise Sicht auf die Ostsee.

### Radwege
Die größeren Straßen verfügen über separate Radwege. Außerdem ist ein ausgedehntes Radwegenetz in ganz Angeln ausgeschildert. Ein bekannter Themenradweg ist der Wikinger-Friesen-Weg. An der Ostseeküste verläuft die internationale Ostseeküstenroute (D2). Der Geltinger-Birk-Törn ist ein etwa 25 km langer Rundweg durch das Naturschutzgebiet auf der Halbinsel Geltinger Birk. Beim Radwanderweg „Alte Kreisbahntrasse: Schleswig–Süderbrarup“ geht es durchgängig auf der alten Kreisbahntrasse sanft wellig bis nach Süderbrarup. An beiden Enden des Weges besteht Bahnanschluss. Beim Bau der Kreisbahn wurden allerdings aus Gründen der Kostenersparnis einfach Knickstrecken gewalzt und mit Schotter belegt. Es ist keine durchgängige Befestigung des Weges umgesetzt worden. Die Hälfte der ca. 24 km langen Strecke ist dadurch nur bei Trockenheit zu befahren.

## Inoffizielles Wappen

Inoffizielles Wappen

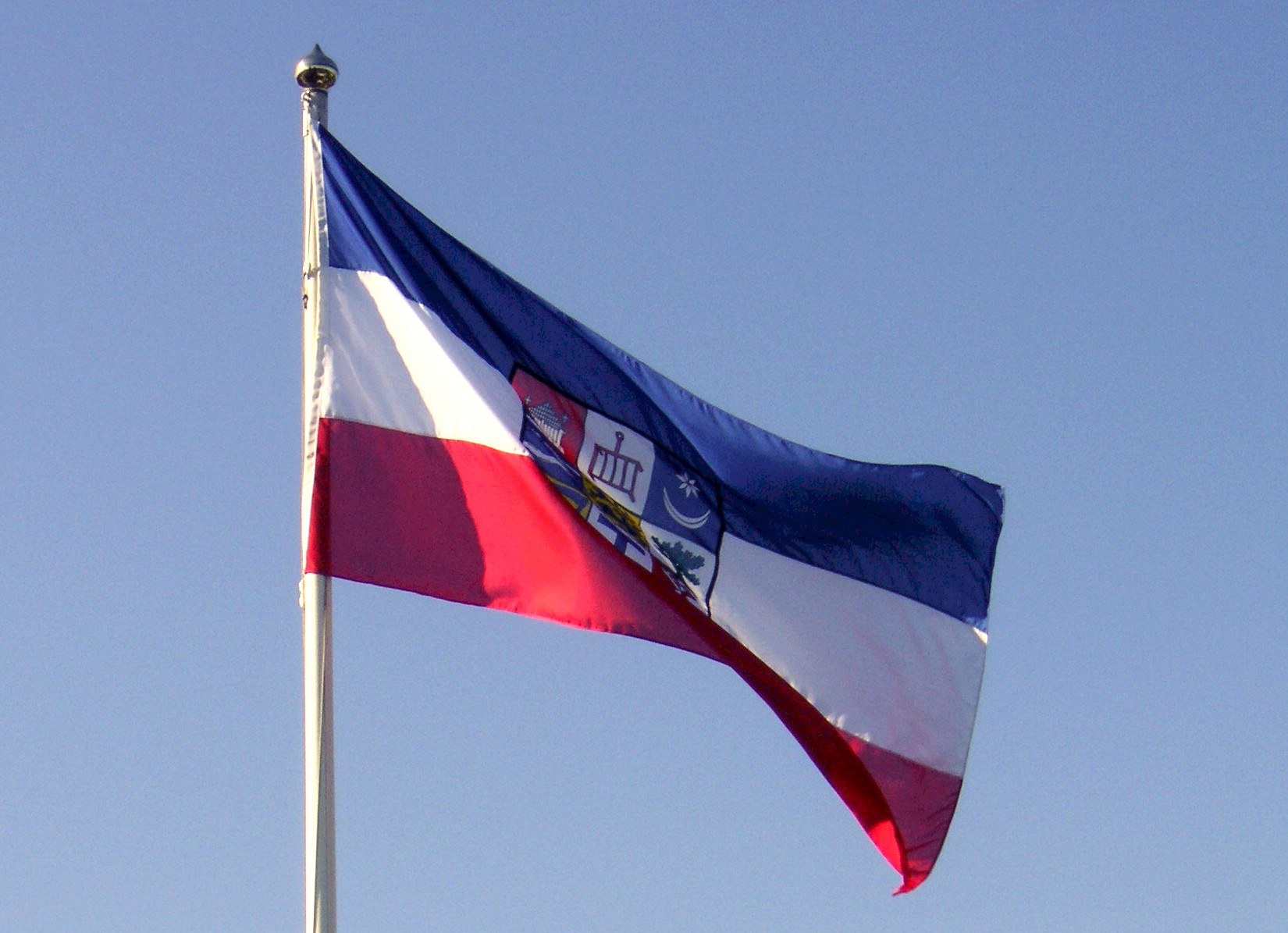
Inoffizielle Flagge

Das Wappen von Angeln ist kein hoheitliches Zeichen, erfreut sich aber unter den Bewohnern Angelns großer Beliebtheit. Weite Verbreitung findet es vor allem auf Flaggen mit den Landesfarben Schleswig-Holsteins und auf Schmucktellern. Es wurde von H.N.A. Jensen zusammengestellt und erschien 1847 erstmals in der Festgabe für die Mitglieder der XI. Versammlung deutscher Land- und Forstwirthe.
Die Gestaltung des überfüllt wirkenden Wappens folgt nicht heraldischen Regeln. Es besteht aus neun Feldern, die bis auf eines die historischen Harden Angelns darstellen:
1. Husbyharde (stilisiertes Haus)
2. Munkbrarupharde (Laurentiusrost)
3. Nieharde (Stern mit Mondsichel)
4. Schliesharde (Hering mit Wellenzeichen)
5. der Ostangler Güterbezirk, der nicht der Hardengerichtsbarkeit, sondern dem Landesherren direkt unterstellt war und erst 1853 zur Kappelner Harde umgewandelt wurde (symbolisiert durch zwei Schleswigsche Löwen)
6. Struxdorfharde (stilisierte Eiche)
7. Satrupharde (Sense)
8. Mohrkirchharde (Antoniuskreuz)
9. Füsingharde (gekreuzte Schlüssel)

Im ursprünglichen Entwurf des Wappens wurde die Husbyharde durch zwei gekreuzte Pfeile mit einem Herz davor symbolisch dargestellt. Spätestens ab 1906 erschien das dem alten Hardensiegel entsprechende stilisierte Haus an dieser Stelle. Die ursprüngliche Wappenfassung ist dementsprechend heute noch hier und da anzutreffen. Im Wappen fehlt das Zeichen für die Uggelharde, die nur zum Teil zu Angeln gehörte.
Die Flagge von Angeln zeigt die Farben der schleswig-holsteinischen Flagge mit dem Angeler Wappen in der Mitte.

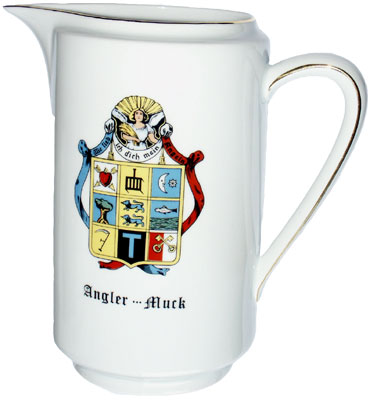
Original Angler Muckpott

## Weitere kulturelle Besonderheiten
Schnüüsch gilt als typisches Angelner Gericht. Des Weiteren stammt die traditionelle Schleswig-Holsteinische Süßspeise Mädchenröte ursprünglich aus Angeln. Eine Art „Nationalgetränk“ Angelns stellt der Angler Muck dar, bei dem es sich um ein alkoholisches Mischgetränk handelt.
In Angeln kannte man früher eigene Flächenmaße namens Skip und Haidscheffel. Bodenstanduhren existieren in Angeln in einer regionaltypischen Variante.
Angeln gilt heutzutage außerdem als eines der sogenannten Trachtengebiete Schleswig-Holsteins. Die heutigen Angeliter Trachten gehen auf Vorbilder aus dem 19. Jahrhundert zurück. Der alte Angelner-Spruch: „Rot und Grün ist Bauerntracht, wer es trägt, wird ausgelacht.“, beschreibt die alten, traditionellen Kleidungsfarben der Angeliter, bevor die Moden sich änderten. Die vorherrschenden Trachtenfarben sind deshalb traditionsbewusst rot und grün vgl. Schleswig-Holsteiner Trachten#Angeln.
Neben den schon erwähnten, alten Sagen von König Offa, Beowulf und König Sceaf existiert noch eine große Zahl weiterer Sagen. Üblich sind beispielsweise sagenhafte Begründungen hinsichtlich des Problems, dass die jeweilige Kirche eines Ortes an einer ungünstigen Stelle steht. So wird behauptet, dass vor dem Bau Gott um ein Zeichen gebeten worden sei. Ein solch übliches Zeichen sei gewesen, dass mitten im Sommer Schnee an einem Platz gefallen sei, so dass man dort die Kirche errichtet habe (vgl. auch die Redewendung unter Johanniskirche (Flensburg-Adelby)). Weitere Sagen berichten beispielsweise von Gespenstern und Burgen.
Auch das norddeutsche Rummelpottlaufen ist in Angeln noch sehr verbreitet.